# St. Johannes von Nepomuk (Hartmanice)

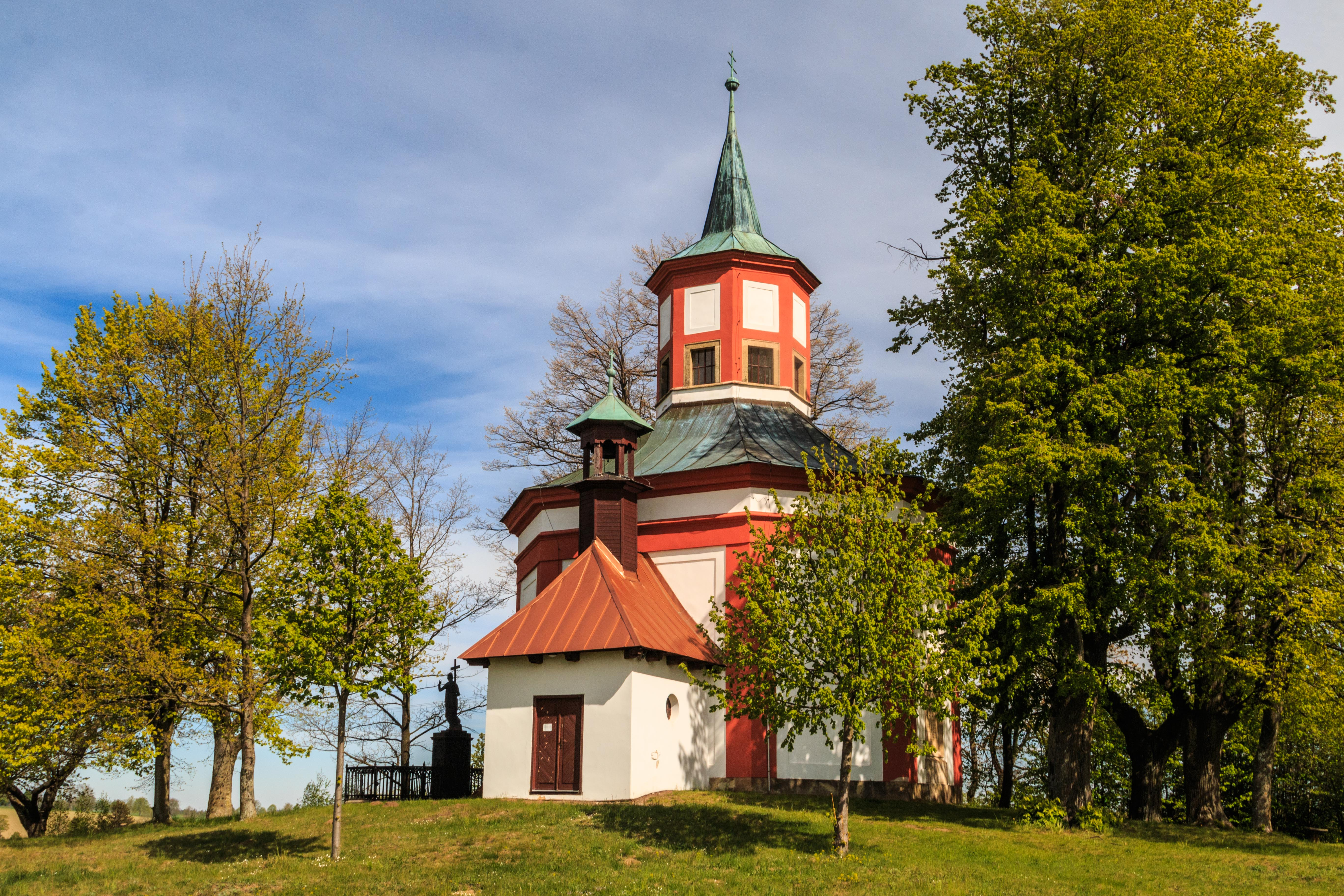
Hartmannitzer Kapelle

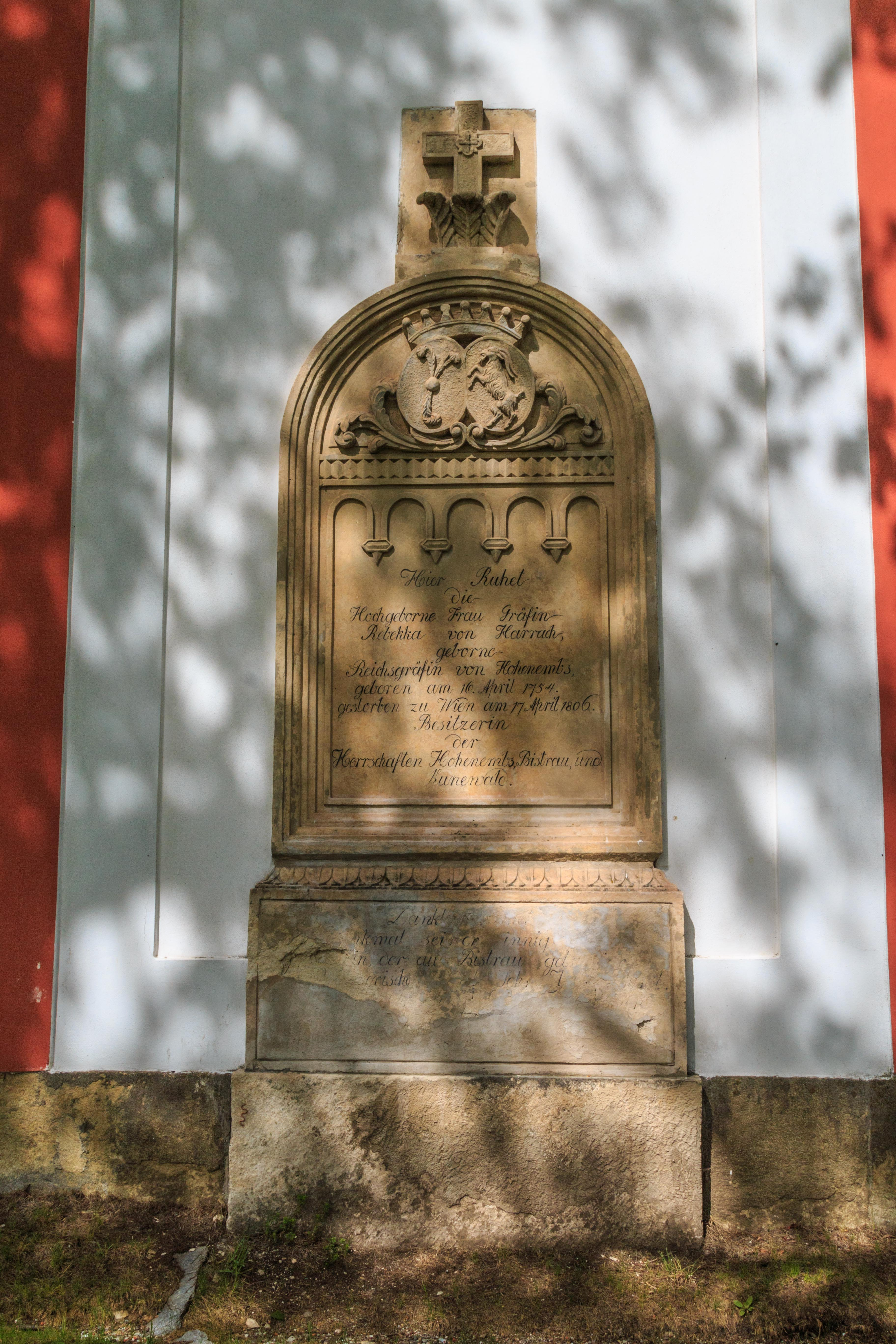
Epitaph für Maria Rebekka von Harrach-Hohenems

Die Kapelle St. Johannes von Nepomuk (tschechisch kaple sv. Jana Nepomuckého, volkstümlich Hartmanská kaplička) ist eine Kapelle in der tschechischen Gemeinde Hartmanice im Okres Svitavy.

## Lage
Die von einer Baumgruppe umgebene Kapelle befindet sich westlich über dem Ortszentrum von Hartmanice – weithin sichtbar – auf einem Hügel, der nach Westen zum Tal Valburčina údolí des Baches Bysterský potok abfällt. Ein Wanderweg führt von Hartmanice zur Kapelle und weiter nach Bystré.

## Geschichte
An dem Platz befand sich der alte Pestfriedhof der Stadt Bistrau mit einer Schutzengelkapelle. Im Jahre 1705 ließ die Herrschaft Bistrau die alte Kapelle abbrechen und den Grundstein für einen Neubau legen. Durch den Bistrauer Pfarrer Bohumír Herbst wurde die neue Kapelle 1708 dem hl. Johannes von Nepomuk geweiht.
Im 19. Jahrhundert wurde die Kapelle zur Begräbnisstätte der letzten Angehörigen aus dem Weibesstamme der Herren von Hohenems. Maria Rebekka von Harrach-Hohenems wurde 1806 unter dem Altar beigesetzt, Ernestine von Langet 1868 vor der Westseite der Kapelle.
Die Außenhaut und das Dach der Kapelle wurden 1932 erneuert. 1948 erhielt die Kapelle einen neuen Innenanstrich, zugleich wurde auch der Altar neu bemalt und vergoldet. 1962 erfolgte die Sanierung des Daches und des Außenputzes. Seit 1968 hat die Kapelle eine elektrische Beleuchtung. Der Weg zur Kapelle wurde 1994 neu gestaltet. Im Jahr darauf wurden die Außenhaut und das Dach saniert. Im Zuge des 300-jährigen Jubiläums der Weihe erfolgte 2008 eine denkmalgerechte Instandsetzung der Außenhaut und Anbringung einer Gedenktafel.

## Bauwerk
Die Kapelle hat einen oktogonalen Grundriss, ihre gewölbte Kuppel gewährt einen offenen Blick in den darüber liegenden, ebenfalls achteckigen Turmaufbau. Sowohl der zentrale Teil als auch der Turm sind mit Kupferblech gedeckt; ursprünglich hatte die Kapelle Schindeldächer. Von allen Seiten führen Stufen an das Gebäude.
Der mit einer Statue des Kirchpatrons verzierte Eingang befindet sich an der Westseite und führt in den tonnenüberwölbten Chor. An der Südseite ist ein Vorsaal mit einem Glockentürmchen als Dachlaterne angebaut. Die 1846 bei Karel Staner in Brünn gegossene Glocke wurde 1917 als Kriegsmetall requiriert und 1918 durch eine aus Stahlguss ersetzt.
Aus der Bistrauer Kirche erhielt die Kapelle einen barocken Altar mit einem Bildnis des hl. Johannes beim Gebet. Der Reliefrahmen war mit Figuren der hl. Wenzel, Adalbert, Veit, Sigismund, Prokop und Ludmilla sowie einer Engelsgruppe verziert, den oberen Abschluss des Reliefs bildet eine Schutzengelstatuette. Zum Interieur gehören außerdem eine achteckige Kanzel, eine einfache Orgel sowie vom Zwittauer Maler Johann Dittmann geschaffene Heiligenbilder des Antonius, Rochus, Sebastian, Anna, Maria Magdalena und Josef.
Die Kapelle ist als Kulturdenkmal geschützt.

## Grabstätte für Maria Rebekka von Harrach-Hohenems
Maria Rebekka von Harrach-Hohenems (1742–1806), die Tochter des Franz Wilhelm III. von Hohenems (1692–1759), seit 1761 verheiratet mit dem Feldmarschall Franz Xaver von Harrach-Rohrau-Kunewald (1732–1781), war Erbin der Allodialgüter des mit ihrem Vater im Mannesstamme erloschenen Grafengeschlechts von Hohenems. Ihr Lebensmittelpunkt waren das Schloss Frischberg in Bistrau und das mährische Schloss Kunewald. Nachdem sie am 18. April 1806 in Wien verstorben war, wurde die Besitzerin der Herrschaften Hohenems, Bistrau und Kunewald unter großer Anteilnahme unter dem Altar der Kapelle beigesetzt.
Der in Bistrau gebürtige kgl. Bayerische Obrist Johann Nepomuk von Kunst ließ 1835 in Dankbarkeit für seine Förderin an der östlichen Außenwand der Kapelle ein Epitaph mit dem Allianzwappen der Gräfin Harrach-Hohenems anbringen. Außerdem wünschte von Kunst, jährlich am Todestag der Gräfin eine gesungene Trauermesse in der Bistrauer Pfarrkirche oder ein Requiem in der Hartmannitzer Kapelle abzuhalten.
Eine Besonderheit des Epitaphs ist, dass die darauf angegebenen Lebensdaten falsch sind. Als Geburtsjahr ist darauf 1754 angegeben und als Todestag der 17. April.

## Grabstätte von Ernestine von Langet
Ernestine Freiin von Langet (1804–1868) war eine Urenkelin von Franz Rudolph von Hohenems und die letzte Grundherrin von Bistrau. Nachdem Maria Walpurga Reichsgräfin Truchses-Zeil-Waldburg, die 1806 nach dem Tode ihrer Mutter Maria Rebekka von Harrach-Hohenems Erbin der Herrschaften Hohenems, Bistrau und Kunewald geworden und 1828 ohne leibliche Nachkommen verstorben war, entbrannte um die Herrschaft Bistrau ein langwieriger Erbstreit, der erst 1848 zu Gunsten Ernestines entschieden wurde. Ernestine von Langet, die das Schloss Frischberg zum gesellschaftlichen Treffpunkt machte, blieb unverheiratet. Sie verstarb am 22. Februar 1868. Mit ihrem Tode erlosch das Geschlecht von Hohenems auch im Weibesstamme.
Entsprechend ihrem letzten Wunsch wurde sie am 27. Februar 1868 in einer Gruft vor der Westseite der Kapelle beigesetzt. Die vom Bistrauer Dekan Karl Scharfenberger geleitete Trauerfeier fand unter Teilnahme einer großen Zahl von Trauergästen statt. Ihre vom Baumeister Karl Klenk gestaltete Grabstätte wird von einer gusseisernen Frauenfigur, die auf die Stadt Bistrau zeigt, dekoriert. Mittig in der mit einem eisernen Zaun umgebenen Grablege sind die Wappen der Grafen von Hohenems und der Freiherren von Langet angebracht.